# Bahnstrecke Oberuhldingen-Mühlhofen–Unteruhldingen
| Kursbuchstrecke (DB): | 320d (Stand: 1944) 304k (1946) |                              |                              |
| Streckenlänge: | 2,53 km                        |                              |                              |
| Maximale Neigung: | 13 ‰                           |                              |                              |
| Minimaler Radius: | 250 m                          |                              |                              |
| |                                |                              |                              |
| \| \| \| von Friedrichshafen \| \| \| \| \| \| \| \| \| 0,00 \| Oberuhldingen-Mühlhofen \| Oberuhldingen-Mühlhofen \| \| \| \| \| \| \| \| \| (heute: Uhldingen-Mühlhofen) \| \| \| \| \| nach Stahringen \| \| \| \| \| Linzer Aach \| \| \| \| 2,53 \| Unteruhldingen \| Unteruhldingen \| |                                |                              |                              |
| Strecke |                                | von Friedrichshafen          | von Friedrichshafen          |
| |                                |                              |                              |
| Bahnhof | 0,00                           | Oberuhldingen-Mühlhofen      | Oberuhldingen-Mühlhofen      |
| |                                |                              |                              |
| Strecke |                                | (heute: Uhldingen-Mühlhofen) | (heute: Uhldingen-Mühlhofen) |
| Abzweig ehemals geradeaus und nach rechts |                                | nach Stahringen              | nach Stahringen              |
| Brücke über Wasserlauf (Strecke außer Betrieb) |                                | Linzer Aach                  | Linzer Aach                  |
| Kopfbahnhof Streckenende (Strecke außer Betrieb) | 2,53                           | Unteruhldingen               | Unteruhldingen               |

Die Bahnstrecke Oberuhldingen-Mühlhofen–Unteruhldingen war eine 2,53 Kilometer lange eingleisige Nebenbahn, die als Stichstrecke in Oberuhldingen-Mühlhofen (heute: Uhldingen-Mühlhofen) von der Bahnstrecke Stahringen–Friedrichshafen abzweigte und nach Unteruhldingen führte. Die Strecke wurde am 2. Oktober 1901 von den Großherzoglich Badischen Staatseisenbahnen eröffnet und am 31. Oktober 1950 von der Deutschen Bundesbahn wieder stillgelegt.

## Geschichte

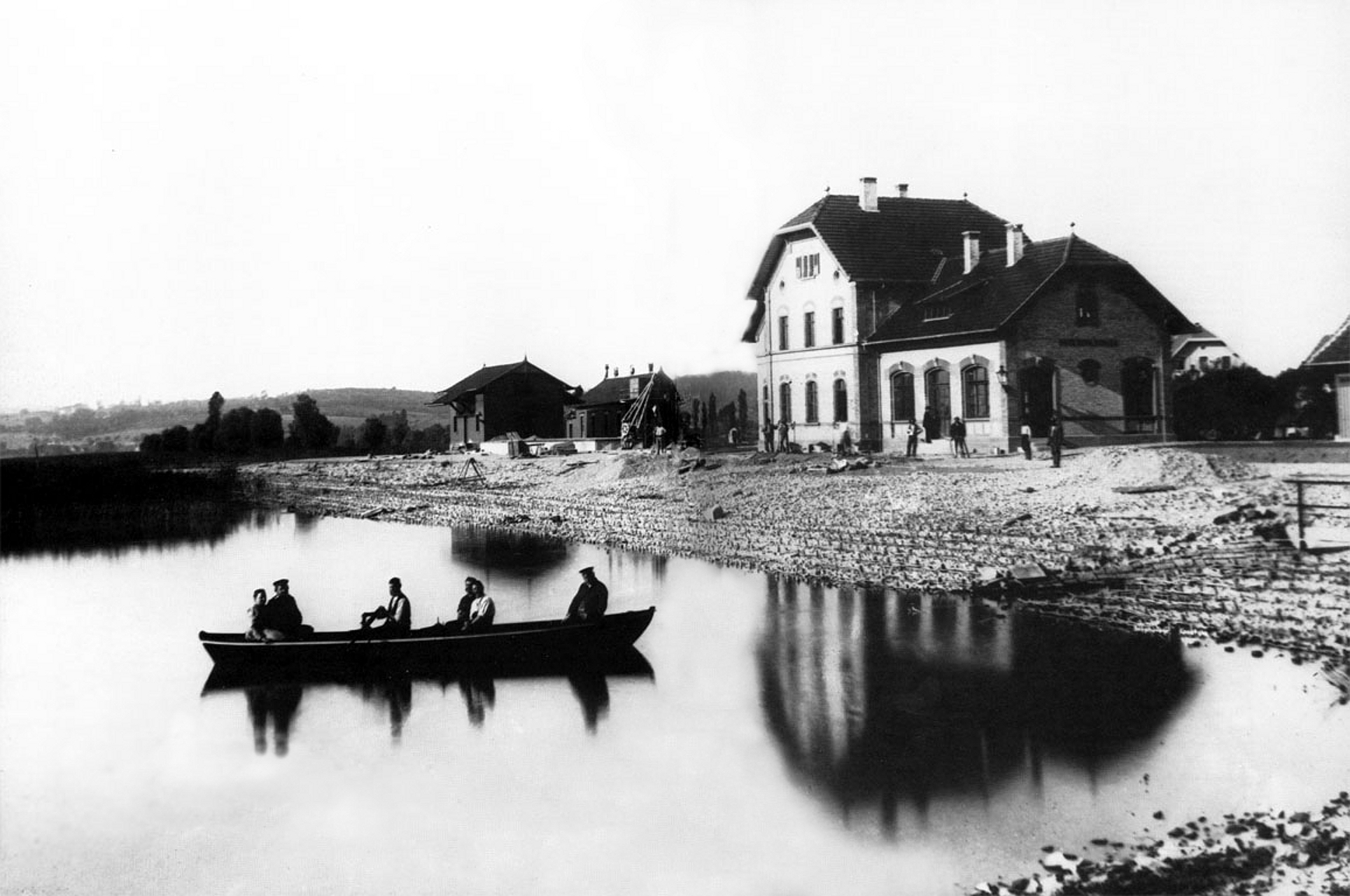
Bahnhof Unteruhldingen während des Streckenbaus

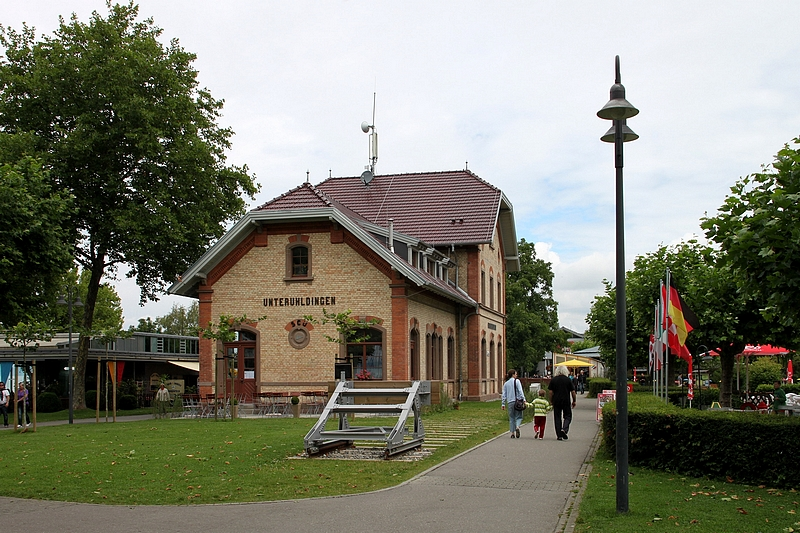
Der ehemalige Bahnhof Unteruhldingen (Zustand Juli 2011)

Bei der Planung der Strecke von Stahringen über Überlingen ins württembergische Friedrichshafen boten sich auf badischem Gebiet zwei Varianten an: entlang des Seeufers über Meersburg oder über Markdorf entlang von Linzer Aach und Brunnisach. Nachdem die Entscheidung zu Gunsten der zweiten Variante fiel, die die Bodenseeschifffahrtshafen Unteruhldingen und Meersburg ausließ, beschloss der badische Staat am 25. Februar 1898 per Gesetz auch den Bau einer kurzen Stichbahn nach Unteruhldingen. Von dort aus sollten weitere am See gelegene Orte mittels einer Schiffslinie Unteruhldingen–Meersburg–Konstanz bedient werden. Eine parallel zum Gesetz für den Streckenbau in den Landtag eingebrachte Resolution für einen Weiterbau nach Meersburg blieb ohne Wirkung, obwohl die Geländeverhältnisse einen unproblematischen Weiterbau ermöglicht hätten. Auch viele weitere bis zum Ersten Weltkrieg geäußerten Forderungen und vorgelegten Pläne blieben erfolglos.

## Relikte

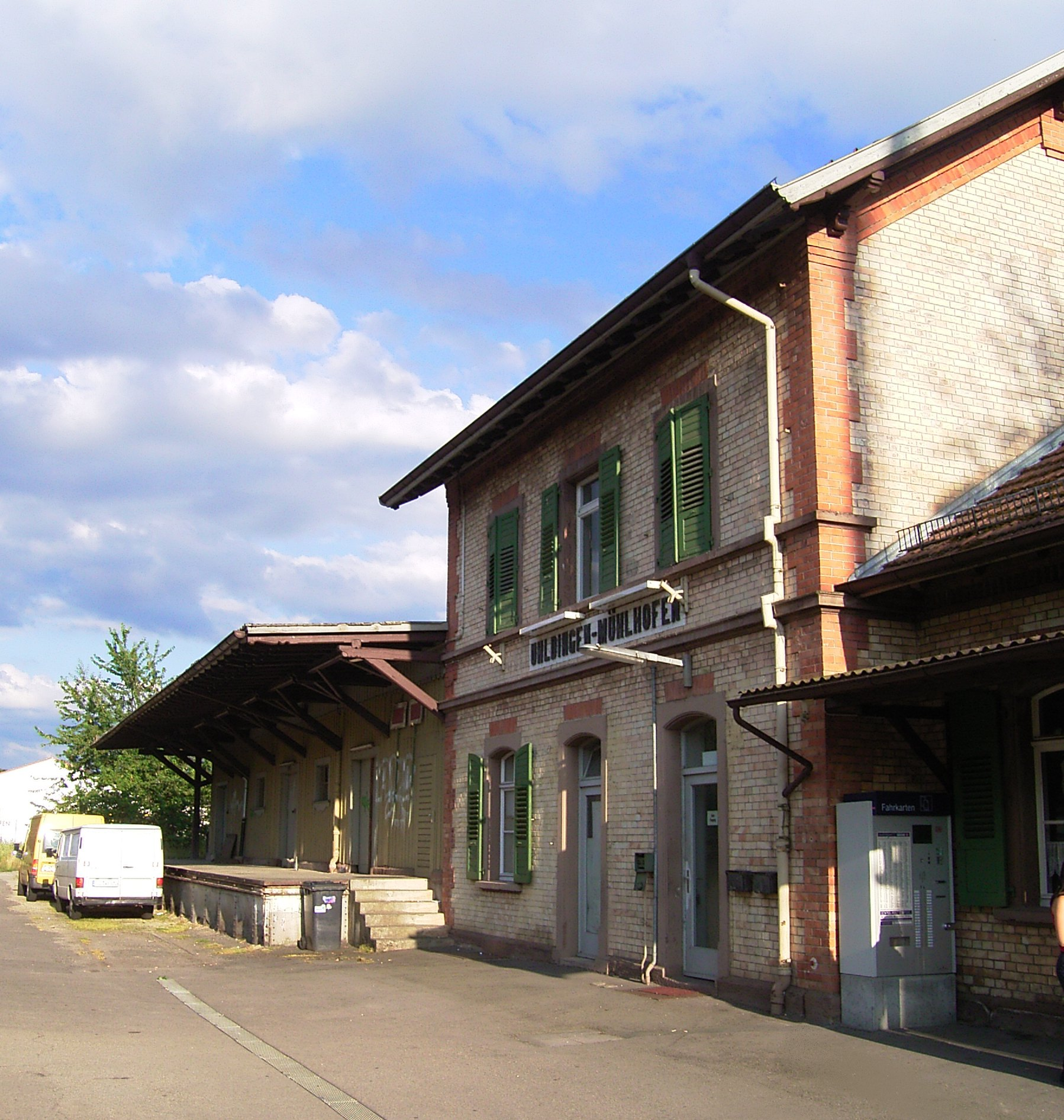
Der Ausgangspunkt Uhldingen-Mühlhofen (2005)

Von der Strecke zeugen heute noch breitere Brücken zwischen Uhldingen-Mühlhofen und dem Durchlass unter der Bundesstraße 31, wo die Bahn nach Unteruhldingen die Trasse der Hauptbahn in südliche Richtung verließ, sowie im weiteren Verlauf bis Unteruhldingen Teile des Bahndamms. Das Empfangsgebäude von Unteruhldingen blieb nach der Stilllegung der Strecke erhalten. Es dient heute als Vereinsheim, 2010 wurde es denkmalgerecht saniert. Da die Uferlinie nun weiter in Richtung des Sees liegt, ist das Bahnhofsgebäude heute rund 100 Meter vom Ufer entfernt.